# 665 (szám)
A 665 (római számmal: DCLXV) egy természetes szám, szfenikus szám, az 5, a 7 és a 19 szorzata.

## A szám a matematikában
A tízes számrendszerbeli 665-ös a kettes számrendszerben 1010011001, a nyolcas számrendszerben 1231, a tizenhatos számrendszerben 299 alakban írható fel.
A 665 páratlan szám, összetett szám, azon belül szfenikus szám, kanonikus alakban az 51 · 71 · 191 szorzattal, normálalakban a 6,65 · 102 szorzattal írható fel. Nyolc osztója van a természetes számok halmazán, ezek növekvő sorrendben: 1, 5, 7, 19, 35, 95, 133 és 665.
A 665 négyzete 442 225, köbe 294 079 625, négyzetgyöke 25,78759, köbgyöke 8,72852, reciproka 0,0015038. A 665 egység sugarú kör kerülete 4178,31823 egység, területe 1 389 290,811 területegység; a 665 egység sugarú gömb térfogata 1 231 837 852,6 térfogategység.